# Krugerville (Teksas)
Krugerville je grad u američkoj saveznoj državi Teksas. Prema popisu stanovništva iz 2010. u njemu je živjelo 1.662 stanovnika.